# Hakenkrümme
Die Hakenkrümme war eine enge, fast kreisrunde Krümmung bzw. Schleife des Nebenflusses Schwarzwasser im sächsischen Erzgebirge zwischen Aue (Sachsen) und Lauter. Die Hakenkrümme war noch bis in die 1920er-Jahre ein beliebtes Ausflugsziel, da sie als Naturwunder und wegen der romantischen Landschaft geschätzt wurde. Sie hatte etwas Ähnlichkeit mit der Moselkrümmung bei Bullay in Rheinland-Pfalz.

## Geographische Lage
Die Hakenkrümme befindet sich im östlichen Teil der Siedlung Niederpfannenstiel, die zum Stadtteil Aue der Großen Kreisstadt Aue-Bad Schlema im Erzgebirgskreis gehört. Durch das größtenteils bewaldete Gebiet fließt das Schwarzwasser in einem Flussbogen. Dieser wird über zwei Eisenbahnviadukte von der Bahnstrecke Schwarzenberg–Zwickau überquert. Direkt nördlich der Hakenkrümme befindet sich ein Steinbruch, das Areal südlich der Hakenkrümme ist Bergbau-Sanierungsgebiet. Im Osten und Süden grenzt das Gebiet der Hakenkrümme an das Stadtgebiet von Lauter-Bernsbach (Ortsteile Oberpfannenstiel und Lauter) mit dem Burkhardtswald.

## Namensherkunft und Verwendung
Der Name dieses Ortsteils steht im Zusammenhang mit einem länglichen Bergrücken und der Hakenkrümme, die tatsächlich an einen Pfannenstiel erinnerte.
Nach der Hakenkrümme wurde Niederpfannenstiel benannt. 

## Geschichte

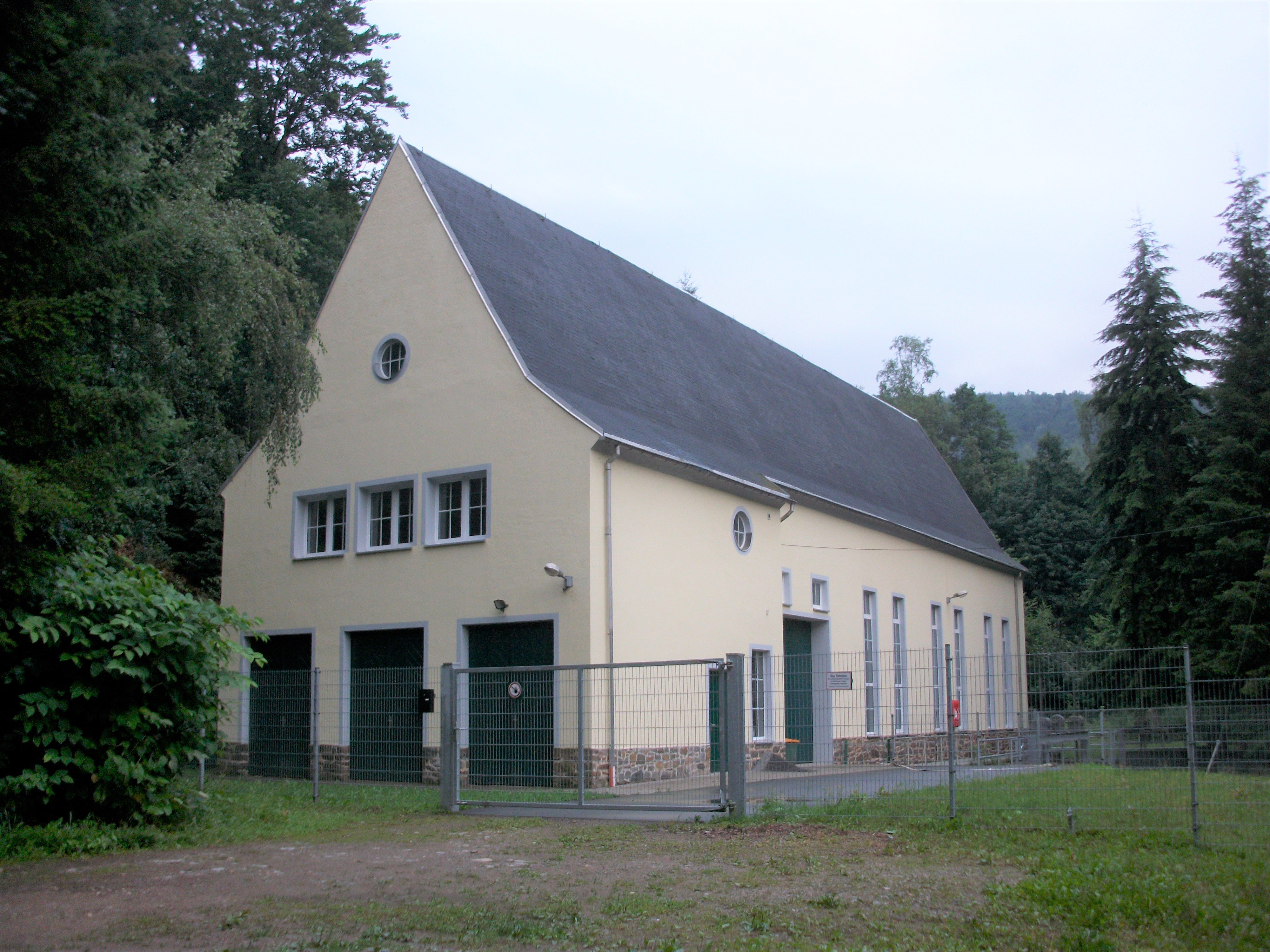
Wasserwerk Hakenkrümme

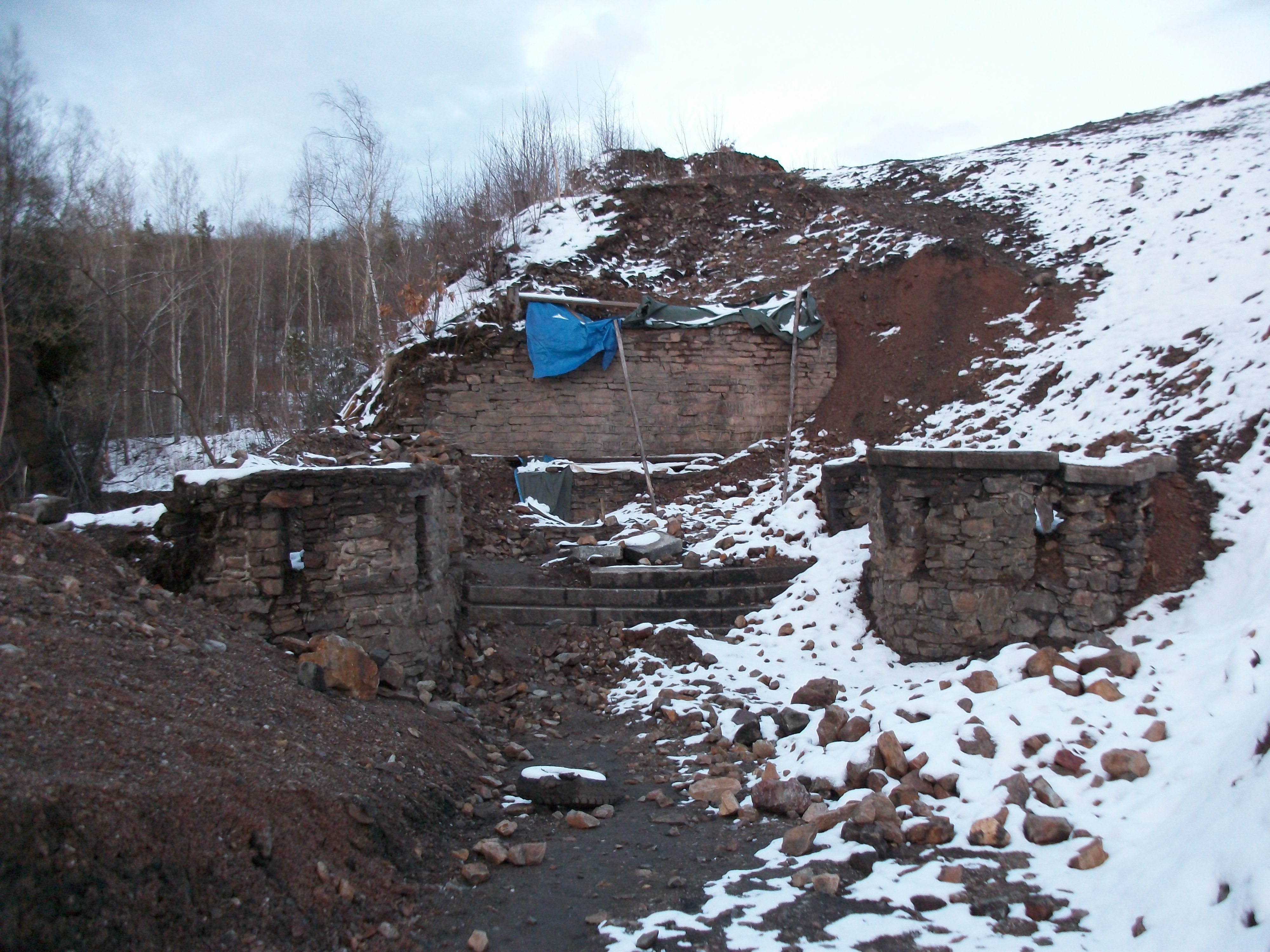
Reste des ehemaligen Freibads an der Hakenkrümme

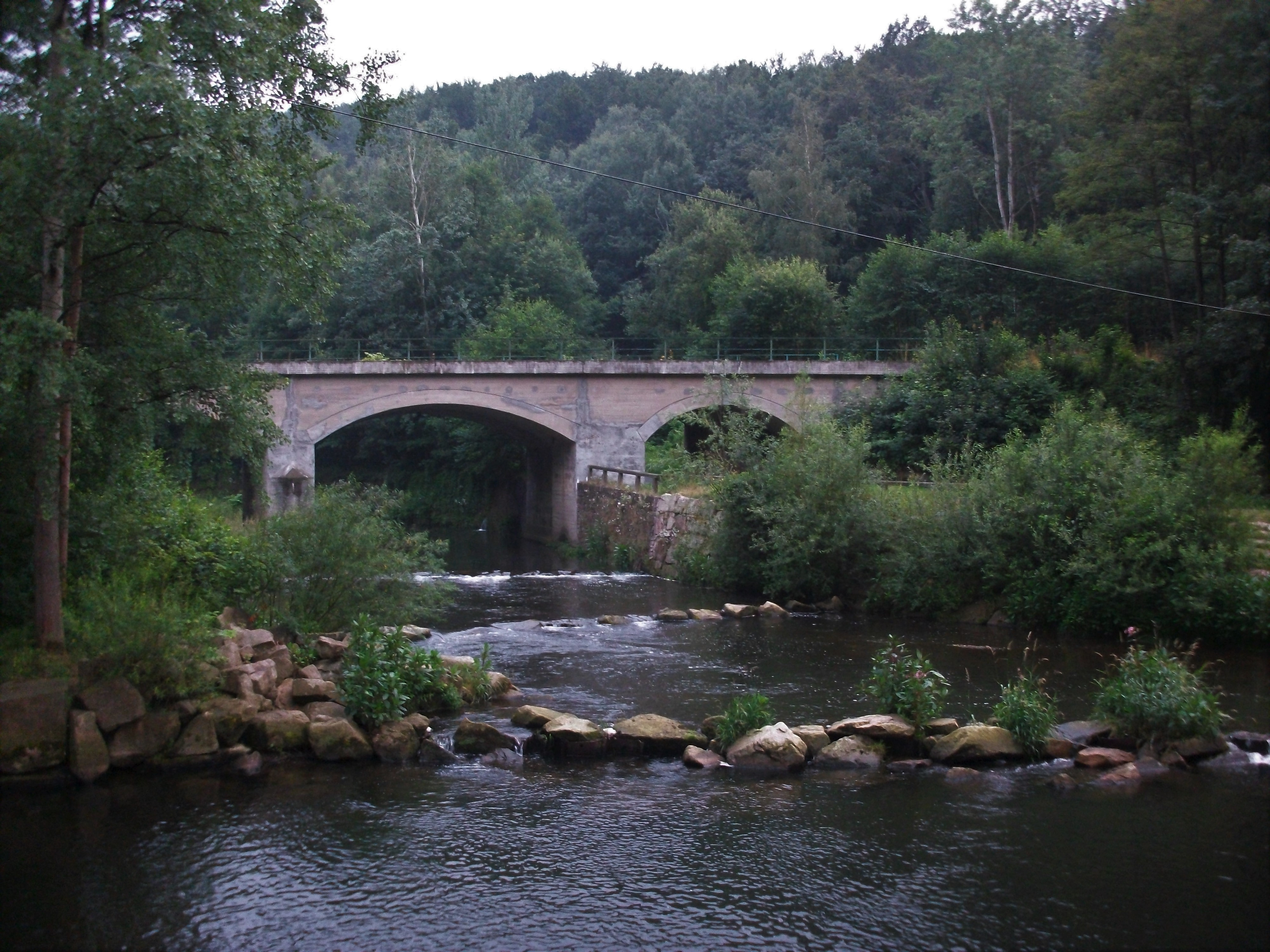
Niederpfannenstiel, Westliches Eisenbahnviadukt an der Hakenkrümme (2018)

Ab dem Jahr 1858 durchschnitt die Bahnstrecke Schwarzenberg–Zwickau die Hakenkrümme, die hier über zwei Brücken über das Schwarzwasser führte. Die beiden Brücken auf gebogenem Gleis stehen seit den späten 1990er Jahren unter Denkmalschutz. Auf einer Seite der Hakenkrümme erhebt sich ein Felshang, der seit langem als Steinbruch dient.
Im Jahr 1921 entstand in der Hakenkrümme das städtische Freibad von Aue. Es galt aufgrund seiner idyllischen Lage und der modernen Anlage als eines der schönsten Bäder Sachsens und bestand unmittelbar bis 1945. Danach musste es dem Uranbergbau der  Wismut AG weichen.
Der landschaftliche Reiz der Hakenkrümme ging mit dem Bau des Elektrizitätswerkes, das die Stadt Aue mit Strom versorgte, ab 1922 schrittweise verloren. Dem Kraftwerk folgte in den Jahren 1924–1925 eine Wasserkraftanlage in der Hakenkrümme, auf deren Baustelle damals 350 Arbeiter tätig waren. Die Baukosten betrugen ca. 1.050.000 Reichsmark. In diesem Zusammenhang wurde die Hakenkrümme durch einen 800 m langen Stolln abgeschnitten, aus dem das Wasser in die Kraftanlage gelangte und zwei Francis-Spiral-Doppel-Turbinen bei 15,7 Metern Gefälle und 5,5 Sekunden pro Kubikmeter verarbeitender Wassermenge je 831 PS gemeinsam 1 662 PS erzeugten. Das Wasserkraftwerk An der Hakenkrümme 1 steht im 21. Jahrhundert unter Denkmalschutz. Es handelt sich um eine Turbinenhalle mit teilweise originaler technischer Ausstattung, darunter zwei Turbinensätze mit Generatoren sowie Schaltwarte, weiterhin verrohrte Wasserzuleitungen, Wasserschloss mit Überlauf, Wasserstolln und Düker, zugehöriges Wehr mit Einlaufbauwerk und anschließendem Wasserstolln mit Wasserschloss in der Gemeinde Lauter-Bernsbach.
Bergbau wurde im Bereich der Hakenkrümme bereits vor dem Dreißigjährigen Krieg betrieben. Zu den bekannten bergbaulichen Anlagen gehörten im 17. Jahrhundert die Gruben Drei Brüder und St. Georg.
Nach dem Zweiten Weltkrieg nahm die Wismut AG zwischen 1949 und 1953 auf der Suche nach Uranerz in der Hakenkrümme den Bergbau wieder auf. Die Schächte 299, 305 und 316, sowie 12 Tiefschürfe wurden geteuft und vier Stolln aufgefahren. Das führte zu einer starken Veränderung der Landschaft. Das Flussbett des Schwarzwassers wurde verlegt. An dessen Stelle entstand eine Deponie für die Tailings der Uranerzaufbereitung. Die Aufbereitung befand sich in der jetzt als Wismut Objekt 100 bezeichneten Nickelhütte Aue. Im Jahr 1957 stellte die Wismu den Betrieb der Aufbereitung ein. Bis dahin wurden rund eine Million Tonnen Tailings in der Deponie eingelagert. Bis Anfang der 1980er-Jahre diente die Fläche dann als Mülldeponie, außerdem hatte die Stadtverwaltung im südwestlichen Bereich drei Becken zur Fäkalienablagerung angelegt. Ab etwa 1985 wurde die Deponie mit Bauschutt abgedeckt, auch Betonplatten kamen darauf, weil beispielsweise die Nickelhütte Aue hier eine Freilagerstätte benötigte.
Nach der Wende behielt das Schwarzwasser sein etwas verlagertes Flussbett, die Nickelhütte löste ihr Lager auf. Der Nachfolgebetrieb der Wismut, die Wismut GmbH, erkundete in den 2010er-Jahren den Untergrund an der Hakenkrümme, um auszuschließen, dass hier gefährliche Hohlräume entstanden sind. Des Weiteren wurden nach den Problemen mit dem Hochwasser im Jahr 2003 Maßnahmen zur Verbesserung des Hochwasserschutzes an dieser Stelle durchgeführt. Die naturnahe Gestaltung mit Überflutungsflächen, einer Fischtreppe und dem Bau einer Schutzmauer aus Feldsteinen erhielt im Jahr 2011 den Sächsischen Staatspreis für Baukultur.
Inzwischen wurde die etwa sechs Hektar große Fläche saniert, vor allem von Altlasten befreit. Am 16. Oktober 2019 erfolgte der erste Spatenstich für die Sanierung durch mehrere Träger. Im Frühjahr 2025 sind die Sanierungen abgeschlossen und die Stadtverwaltung lädt Einwohner und Gäste zu einer öffentlichen Übergabeveranstaltung am 11. Juni 2025 ein. Die umfangreichen Arbeiten kosteten rund 4,8 Millionen Euro und wurden aus Mitteln des Bundes, des Freistaats, der Stadtverwaltung Aue-Bad Schlema und weiteren Quellen finanziert. Langfristig sollen die Flächen dauerhaft für Forstwirtschaft und Erholung genutzt werden.
Eine in großen Teilen nördlich parallel zum Schwarzwasser verlaufende Straße (östliche Fortsetzung der Clara-Zetkin-Straße) trägt seit langemn den Namen An der Hakenkrümme.